# Суйтен, Ричард
Ричард Суйтен (нидерл. Richard Suyten; род.11 октября 1967 года в Стомпвейке, провинция Южная Голландия) — нидерландский конькобежец, специализирующаяся в шорт-треке. Участвовал в Зимних Олимпийских играх 1988 года. 3-х кратный чемпион мира.

## Биография
Ричард Суйтен родом из небольшой деревушки Стомпвейк, находящейся между городами Лейден и Зутермер, именно в ней в конце XIX века был построен знаменитый в Нидерландах ледовый каток, на котором в детстве и тренировался Ричард. В 21 год Суйтен попал на чемпионат мира в Сент-Луис, где выиграл сначала на дистанции 500 метров, вышел в финал на 3000 метров и также уверенно победил, в общем зачёте он проиграл всего 1 очко своему партнёру по команде Петеру ван дер Велде и занял второе место в абсолютном зачёте, на третьем месте остался японец Тацуёси Исихара. В том же году на Зимних Олимпийских играх в Калгари, где шорт-трек был демонстрационным видом спорта, вместе с командой выиграли эстафету, оставив позади чемпионов мира Итальянцев и сборную Канады. Следующие 2 года он выиграл ещё две золотые медали в эстафетах на мировых первенствах в Солихалле и у себя на родине в Амстердаме. В 1991 году на командном чемпионате мира в Сеуле команда Нидерландов, в составе которой был Суйтен заняла 6 место, а через год в Японии только 7 место.